# 黒潮号
黒潮号（黑潮號、くろしおごう）は、日本国有鉄道の前身である鉄道省が、1933年から1937年まで運行した週末運転の準急列車（現在の快速列車）である。当時は「黒潮列車」とも通称された。
大阪市と和歌山県の白浜温泉を直結する観光列車として運転され、大阪 - 和歌山間では阪和電気鉄道（現在の西日本旅客鉄道阪和線）および南海鉄道（現在の南海電気鉄道南海本線）に直通した。高度な技術を伴った高速運転を行ったことで、戦前の伝説的な列車として知られている。

## 沿革

### 紀勢西線の延伸
大正末から昭和初期、和歌山県内では紀勢西線の建設が南進し、それまで不便な土地だった和歌山県南部の南紀地域は、関西地区の新たな観光地として開拓され始めた。この流れの中で、南紀の景勝地である白浜温泉が注目されることになった。
そこで当時の鉄道省大阪鉄道局（以下、大鉄局）は、阪和間を走る南海鉄道と阪和電気鉄道の両社に、鉄道省の客車を使用して大阪から紀勢西線へ直通する南紀観光列車の運行を打診した。阪和電気鉄道はこれを受諾したが、南海鉄道は自社からのみの直通を望んでいたことから、この案に難色を示した。このため、直通運転は早期実施を求める世論もあって、当初は阪和電気鉄道単独で直通運転が実施されることとなった。

### 黒潮号の登場
1933年11月より阪和天王寺（現在の天王寺） - 紀伊田辺間の週末直通運転が開始された。この列車は阪和電気鉄道線内は同社の電車で客車を牽引した。大鉄局では列車愛称を公募しており、11月5日締切であったため初週4・5日の第1回運転には間に合わなかったが、同月8日正午審査開始の末、5,227の応募の中で最多312票を獲得した「黒潮」が選定され、次週11月11・12日の第2回列車から「黒潮号」の列車愛称が付けられた。太平洋戦争以前の日本において、特急列車以外の国鉄列車に正式な列車愛称が付いたのは異例なことである。
当初は紀勢西線が紀伊田辺止まりのため、地元の明光自動車が白浜までの連絡バスを運行したが、1933年12月には紀勢西線が紀伊富田駅まで延伸、黒潮号も紀伊田辺から白浜温泉の玄関口である白浜口駅（現在の白浜駅）まで運転区間の延長が実施された。
黒潮号は非常な駿足列車であった。前述の通り阪和電気鉄道線内では同社の保有する電車で国鉄客車を牽引、同社のノンストップ超特急と同様に天王寺 - 東和歌山（現在の和歌山）間を45分運転したが、61.2kmの区間を平均81.6km/hで走破し、この区間に限れば当時の日本で最速であった。そして紀勢西線でも東和歌山 - 白浜口間ノンストップで2時間9分運転（上り列車に関しては紀伊田辺駅に停車して所要2時間12分）という、ローカル線の蒸気機関車牽引列車としては限界一杯の運転が行われた。この結果、天王寺から白浜口までの170km弱が3時間で結ばれたのである。
一方、大鉄局の案に反発した南海鉄道は当初「朝潮号」という別の直通列車計画を立てていた。しかしこれは実現に至らず、結局は阪和電気鉄道と同じ形式で省線乗り入れを実施することとなり、1934年11月17日から黒潮号に併結する形で難波発の南紀直通列車が実現した。やはり200馬力級の電動機を4基搭載するモハ2001形2両を用いて3両の客車を牽引することで、従来の南海本線内特急は難波 - 和歌山市間の所要時分が60分のところ、南海「黒潮号」は55分運転 としたところに、阪和に対する対抗心が窺える。和歌山市に着いた客車は国鉄蒸気機関車に牽引されて東和歌山駅まで走行、ここで天王寺発客車を複雑な入れ替え手順 を経て併結し、ともに白浜へ向かうようになった。

### 成功と廃止
黒潮号のダイヤ設定は、土曜の午後に大阪を発って夕刻白浜着、日曜夕刻に白浜を発って夜に大阪へ戻るもので、週末の1泊温泉旅行に最適であった。ゆえに当時の関西人からは大好評で、「黒潮列車」の通称で広く親しまれた。多客時は定期運行とは別に「臨時黒潮号」と呼ばれる日曜日帰り列車が設定され、年始1月1日から5日までの間は毎日運転された。
蒼井雄の長編探偵小説「船富家の惨劇」（1935年）は、日本で初めて列車ダイヤをアリバイトリックに用いた例と言われているが、主な舞台の一つは南紀地方であり、冒頭を飾ったのは黒潮号と阪和・南海の競合に関わるアリバイトリック解明であった。
しかし、この華やかな時期も長くは続かなかった。1937年7月の日中戦争勃発に際し、リゾート列車である黒潮号の運行は、不急不要の贅沢とされた。このため黒潮号は同年12月のダイヤ改正で廃止されて、短い歴史を閉じた（年始5日間の臨時黒潮号は少なくとも1940年までは継続）。
ただし黒潮号以外にも「日曜列車」「平日列車」と呼ばれた南紀直通列車が黒潮号と相前後して毎日直通運転されるようになっており、こちらは黒潮号廃止後も、阪和・南海線内電車牽引で存続した。同列車は阪和電気鉄道の南海合併が内定していた1940年8月改正で阪和電鉄単独の直通運転に変更され、戦時中の1943年にいったん廃止された。
阪和電鉄は南海合併を経て1944年に国有化され阪和線となったため、戦後は紀勢線と系統を一体化することとなった。南海との直通は1951年に復活したものの、普通列車が1972年に、黒潮号の後継となる急行列車であった「きのくに」としても、最終的には1985年に廃止されている。
2022年現在、阪和線には戦前の「黒潮号」の流れをくむ優等列車として、特急「くろしお」が運行されている。

## 停車駅
阪和電気鉄道
阪和天王寺駅 - 阪和東和歌山駅（南海列車と併解結）
南海鉄道
難波駅 - 和歌山市駅
紀勢西線
和歌山市駅 - 東和歌山駅（南海列車と併解結） - （御坊駅） - （紀伊田辺駅） - 白浜口駅
- 御坊駅は多客時に運転される臨時黒潮号（1000列車）のみ停車
- 紀伊田辺駅は白浜口始発の1001列車および臨時黒潮号（1000列車）が停車

## 使用車両
電化された阪和・南海両社線と非電化の省線との直通であるため、各社線では省線客車2 - 3両を自社製電車（阪和社線内は通常モタ300形あるいはモヨ100形、南海社線内はモハ2001形（電9形）電車）が牽引し、省線では8620形蒸気機関車（白浜口延伸後はC11形蒸気機関車）が牽引する形式が採られた。
1933年の運転開始当初、省線客車には熱海線 から回された20m級のスハ32600、スハフ34200、スロハ31450、スロ31000（所謂スハ32系）が使用されたが、電車牽引には過重であったため、1934年の南海との直通運転開始以降は17m級のオハ32000、オハフ34000、オロハ31300、オロ30600（同オハ31系）に変更された。
電気鉄道ならではの問題として、電車は客車に暖房用のスチームを供給できない点があった。そこで当時、電化されていた東海道本線の東京地区ローカル列車用の客車に直流1,500V電源の電気暖房装置が併設されていたことから、これを南紀直通列車用に転用することにした。阪和線内では電車から客車に電源ケーブルを引き通すことで、冬期の暖房が可能となった。
同時に、阪和電気鉄道線への乗り入れに充当される鉄道省保有客車全車に対し、電車用の制御線引き通し工事が行われていた。このため、多客期の客車増結などで牽引力が不足する場合には、先頭の電動車2両だけではなく、客車の編成最後尾にさらにもう1両電動車を増結して、先頭車からの総括制御で後押しさせることが可能であった。さらに一部の客車に対しては、電動車の増結のない場合に、杉本町から終端式（行き止まり式）ホームである阪和天王寺駅へ推進回送運転する際に備え、車掌室に電動車を総括制御するための主幹制御器とブレーキ制御弁を取り付ける改造が施されていた。
なお、阪和電気鉄道はこの直通客車の併結作業によるタイムロスも我慢ならなかったらしく、後述するように国鉄C57形蒸気機関車をベースとするオリジナルの南紀直通運転用蒸気機関車の製造も検討していたことが知られており、汽車製造の手による計画図が今に伝わっている。もっとも検討作業を行っている間に戦争激化でそれどころではなくなったため、この計画は沙汰止みとなっている。

### 専用機関車導入計画とその挫折
黒潮号ほか南紀直通列車の牽引には、モタ300形またはモヨ100形電車が2両ないし3両程度充当されていたが、電車は紀勢西線内に直通できず、東和歌山以南の輸送力がそれだけ減少することになった。また東和歌山駅では、直通客車と電車・蒸気機関車の連結・解放による複雑な入れ替え作業で時間を要したため、阪和電鉄線での高速運転による時間短縮効果が相殺されてしまった。
このため、頭端式でホーム有効長が限られる阪和天王寺駅の施設を極力有効活用しつつ、南紀直通列車の実質的な輸送力を拡大する方策が模索された。その過程で、阪和電気鉄道が自社で専用蒸気機関車を保有して紀勢線直通列車牽引に充てるプランが浮上し、阪和電気鉄道と車両メーカーである汽車製造との間で真剣に検討された。
残された計画図によれば検討された機関車は、当時鉄道省が亜幹線向けの旅客用制式機関車として量産を始めていたC57形蒸気機関車を元に、半流線型のケーシングを被せた様な形状とした軸配列2C1（パシフィック形）の過熱式テンダ機関車であった。もっとも、この計画は、給水・保守面での問題と、その後の輸送状況の変化によって、最終的に放棄されている。
南紀直通列車の専用牽引機関車導入案は、阪和電気鉄道が1940年に南海鉄道へ合併された後にも浮上した。従来、阪和と南海の両社線から直通していた南紀直通客車運用が山手線（旧阪和電気鉄道線）に一本化され、山手線ではこれまで以上の輸送力強化が求められた。しかし、このころから戦時下における資材難に伴って車両故障が多発するようになっていた。従来南紀直通列車を牽引してきた大出力電車についても主電動機故障の多発に対処しきれず、客車牽引可能な電車の確保に困難を来すようになった。
南海鉄道ではこのような問題の解決策として、鉄道省に大型電気機関車EF51形の払い下げを申請・陳情したが、当時は国鉄も機関車不足の状態で、要望は実現しなかった。
そこで南海は窮余の策として、旅客列車牽引用電気機関車「ED1500形」の新規製作認可を申請することになる。併せて在来型の貨物列車用機関車ロコ1000形ほかの増備も目論まれ、1942年5月13日付で、ED1500形1501 - 1503号機、ロコ1000形1005・1006号機ほかの車両製作認可申請を提出している。
もっとも、ED1500形の投入について南海鉄道が実現にどの程度前向きであったかは不明である。むしろ本命と言うべきは貨物用電気機関車の増備認可獲得で、申請直前の時期に落雷事故でロコ1003が使用不能となるなど、当時の山手線貨物用機関車の不足状況が背景にあった。とはいえこの史実は、専用電気機関車の導入を企図されるに値する需要が戦時下においてもなお南紀直通列車に存在したことの例証とも言えるであろう。
結局ED1500形の導入案は、戦時下における観光・遊覧旅行を著しく制限する当局の政策と、これに伴う南紀直通列車の廃止でその必要性が無くなり、頓挫している。